# Logilvia gilva
Logilvia gilva är en lavart som först beskrevs av Johannes Müller Argoviensis, och fick sitt nu gällande namn av Vezda 1986. Logilvia gilva ingår i släktet Logilvia och familjen Ectolechiaceae.   Inga underarter finns listade i Catalogue of Life.